# A Modern Psyche
A Modern Psyche è un cortometraggio muto del 1913 diretto da Van Dyke Brooke.

## Trama
Il romanziere Carter Weston nota sul treno una bella ragazza che sta leggendo il suo ultimo libro, A Modern Psyche. Vorrebbe parlare con lei ma la ragazza scende alla prima fermata. Il suo nome è Jane Harmon ed è la figlia di un noto collezionista e bibliofilo. Tornata dal college, Jane sta tornando a casa per aiutare il padre nella catalogazione della sua biblioteca. I Bradley, vicini di casa degli Harmon, stanno organizzando un ballo in maschera e Jane decide di vestirsi da Psiche. Ma, la sera del ballo, la signora Bradley si sente male e gli ospiti già arrivati se ne vanno. Jane, che arriva in ritardo, trova il salone deserto ma vi incontra Weston, che è cugino di Nell Bradley.
I due si riconoscono e lui fa i complimenti alla ragazza per il bel costume che si è scelto. Poi, prima di lasciarla, le chiede di poterla vedere di nuovo. Il giorno dopo si presenta dal padre, offrendosi per lavorare in biblioteca. Quando però si trova solo con June, non è affatto interessato ai libri: prende tra le braccia la ragazza, dichiarandole che è lei l'oggetto della sua ricerca, la sua Psiche, viva e reale.

## Produzione
Il film fu prodotto dalla Vitagraph Company of America.

## Distribuzione
Distribuito dalla General Film Company, il film - un cortometraggio in una bobina - uscì nelle sale cinematografiche statunitensi il 4 giugno 1913.